# Orchi (Warcraft)

Un orco e un umano tratti dal filmato introduttivo di Mists of Pandaria

Gli orchi (orcs) sono una razza dell'universo di Warcraft creato da Blizzard Entertainment. Assieme agli umani furono introdotti fin dal primo videogioco della serie Warcraft, Warcraft: Orcs & Humans, restando una presenza costante e venendo ulteriormente sviluppati in tutti i titoli successivi e nel restante materiale della serie. In World of Warcraft sono una delle razze giocabili per la fazione dell'Orda.
Originari del mondo di Draenor, molti orchi sono rimasti ad Azeroth in seguito alla Seconda Guerra. Buona parte degli orchi presenti ad Azeroth fanno parte della nuova Orda fondata da Thrall, mentre molti di quelli che rimasero nelle Terre Esterne dopo la loro creazione formano l'Orda Demoniaca. Gli orchi sono noti soprattutto per la loro forza, il loro coraggio e la loro abilità in combattimento.

## Storia
In origine, gli orchi erano una popolazione pacifica che abitava il mondo di Draenor. Erano divisi in clan, ognuno retto da un capo militare e da uno sciamano. La loro cultura si basava infatti sullo sciamanesimo, ovvero l'adorazione degli spiriti della terra: lo sciamano era una figura molto rispettata, molto più dei guerrieri. Ad un certo punto, a Draenor giunsero i draenei, una razza di creature dedite al culto della Luce Sacra e in fuga dagli agenti della Legione Infuocata. Gli orchi e i draenei convissero in pace per cinquemila anni, pur non avendo molti contatti.

### La corruzione
Il cambiamento avvenne quando Kil'jaeden, uno dei demoni più importanti della Legione Infuocata, che da migliaia di anni inseguiva i draenei ed il loro capo Velen per distruggerli, li localizzò a Draenor. Sullo stesso pianeta adocchiò anche gli orchi, che considerò un'ottima razza da aggiungere alle armate della Legione
Così contattò il capo del clan Torvaluna, Ner'zhul, e lo convinse ingannadolo ad utilizzare la magia demoniaca. Col tempo Ner'zhul cominciò a sospettare qualcosa, dato che gli spiriti non gli parlavano più: così viaggiò fino al monte Oshu'gun a Nagrand, sacro agli orchi, dove gli spiriti gli rivelarono la verità, facendogli comprendere che Kil'jaeden lo aveva usato e ingannato. Kil'jaeden capì che Ner'zhul non gli avrebbe più obbedito e si servì così di Gul'dan, discepolo di Ner'zhul. 
Gul'dan fondò il Concilio dell'Ombra, un'organizzazione volta al comando dei clan orcheschi e all'adorazione demoniaca, e cominciò ad insegnare agli orchi a far emergare la loro natura più violenta.
Riunendo sotto la guida di Manonera (una marionetta del Concilio) tutti i clan degli orchi, Gul'dan formò l'Orda e, su ordine di Kil'jaeden, attaccò i draenei. Tramite Gul'dan, Kil'jaeden fece bere agli orchi il sangue del demone Mannoroth, dando inizio alla corruzione di questo popolo, nota come "Maledizione del Sangue". Il primo a bere fu Grom Malogrido, con il suo clan Cantaguerra, seguito da Varok Faucisaure e Kilrogg Occhiotetro, infine tutti i restanti capiclan e il popolo intero. Alcuni orchi non bevvero, fra cui Orgrim Martelfato e l'intero clan dei Lupi Bianchi, guidato da Durotan. Gli orchi vennero quindi pervasi da una folle sete di sangue, che solo il massacro poteva colmare. Questa sete, unita alla loro naturale propensione alla battaglia e ai poteri demoniaci li rese una potenza spaventosa. Inoltre accelerarono la rapidità di crescita di molti loro figli, in modo da avere guerrieri pronti a combattere in poco tempo. Successivamente i draenei furono soverchiati e pressoché sterminati in un vero e proprio genocidio, e l'uso smodato delle magie demoniache insegnate da Gul'dan rovinò e contaminò molti dei territori di Draenor, come la Penisola del Fuoco Infernale e la Valle di Torvaluna.
A quel punto Kil'jaeden si disinteressò degli orchi, ed essi cominciarono a lottare fra di loro, rischiando di distruggersi a vicenda. Gul'dan temeva inoltre per la sua vita, perché gli orchi gli attribuivano la colpa della devastazione di Draenor causata dalla magia demoniaca. Il signore della Legione Sargeras, però, decise di sfruttarli per distruggere il mondo di Azeroth, e nei panni del mago umano Medivh contattò Gul'dan e aprì un portale fra i due mondi, permettendo all'Orda di invadere Azeroth.
Il clan dei Lupi Bianchi venne inviato in esplorazione, anche se era solo uno stratagemma per liberarsene. Quasi tutto il resto dell'Orda attraversò il portale, eccettuati i clan Cantaguerra e dei Guerci Insanguinati, dando così inizio alla Prima Guerra.

### La Prima e la Seconda Guerra
La Prima Guerra fu un successo assoluto per gli orchi: inizialmente vennero sconfitti in un assalto alle porte di Roccavento ma poi, comandati da Manonera, sconfissero a più riprese gli umani comandati da Anduin Lothar e da re Llane Wrynn. L'apprendista di Medivh, Khadgar, e la spia orchessa Garona scoprirono il coinvolgimento del mago nell'invasione degli orchi, e aiutati da Lothar lo uccisero. In seguito Garona uccise re Llane Wrynn, determinando la vittoria dell'Orda nella Prima Guerra. Nel giro di poco tempo Manonera venne ucciso da Orgrim Martelfato che, con Gul'dan in coma per aver cercato di scandagliare la mente di Medivh mentre moriva, lo sostituì come capo dell'Orda e sterminò i membri del Concilio dell'Ombra.
Sotto la guida di Martelfato, l'Orda avanzò verso nord, invadendo Khaz Modan e Lordaeron e dando inizio alla Seconda Guerra. Durante la guerra l'Orda strinse alleanza con i troll di Zul'jin, inimicandosi così gli alti elfi. Sia questi ultimi che i nani e gli gnomi unirono i propri sforzi a quelli della neonata Alleanza per respingere l'Orda. La situazione per gli orchi precipitò quando Gul'dan e Cho'gall, alla ricerca della Tomba di Sargeras, presero i loro clan e abbandonarono l'Orda, segnandone la disfatta. La maggioranza degli orchi, compreso Martelfato, vennero catturati dalle forze dell'Alleanza, mentre altri riuscirono a ritornare a Draenor, seguiti da una spedizione dell'Alleanza. Lì Ner'zhul, aprendo una serie di portali rese instabile il pianeta, causando un immane cataclisma che lo trasformerà nelle Terre Esterne.

### L'internamento e l'arrivo a Kalimdor
Gli orchi che erano stati catturati vennero rinchiusi in campi di prigionia, controllati dagli umani. Senza energia demoniache a cui attingere, caddero in una specie di apatia. Antonidas, arcimago di Dalaran, fu uno dei pochi altri a capire il perché di questa strana apatia, ma non riuscì a trovarne una cura. Thrall, figlio del capo dei Lupi Bianchi Durotan, venne allevato dagli umani nel Forte di Durnholde, nelle Alture di Colletorto; riuscito a fuggire, incominciò a cercare Orgrim Martelfato, aiutato da Grom Malogrido, che considerava Thrall come suo fratello minore. Thrall capì che per liberare gli orchi dal loro "letargo" bisognava ristabilire l'antica cultura sciamanica del suo popolo, e si fece istruire dai Lupi Bianchi sullo sciamanesimo. Thrall divenne un potentissimo sciamano e, assieme a Martelfato e Malogrido liberò gli orchi dai campi d'internamento. Durante l'assedio di Durnholde Orgrim venne ferito e, in punto di morte, nominò Thrall capo dell'Orda, consegnandogli il suo martello. Più avanti Thrall, divenuto capo assoluto dell'Orda, prese con sé alcuni clan e partì per Kalimdor, come gli era stato consigliato in sogno da Medivh. Sulla strada per il continente all'Orda si unirono anche i troll della tribù Lanciascura, e poco dopo l'arrivo a Kalimdor strinsero alleanza anche con i tauren.

### La fine della Maledizione del Sangue
Il clan Cantaguerra e il suo capo, Grom Malogrido, vennero inviati da Thrall nella foresta di Valtetra per procurare del legname, causando l'ira degli elfi della notte e del loro semidio Cenarius. Per sconfiggerlo, Grom e il clan Cantaguerra bevvero da una fontana corrotta dal sangue di Mannoroth, riuscendo a respingere gli elfi ma cadendo di nuovo sotto il giogo della Legione Infuocata. Aiutato da Jaina Marefiero, Thrall riuscì a liberare Grom dalla possessione demoniaca, e i due orchi si confrontarono poi con Mannoroth stesso, uccidendolo grazie al sacrificio di Grom e liberando così gli orchi dalla Maledizione del Sangue.

### La fondazione di Durotar
In seguito gli orchi di Thrall, assieme agli umani di Jaina Marefiero e agli elfi della notte, riuscirono a sconfiggere le forze della Legione durante la battaglia del Monte Hyjal, uccidendo anche l'eredar Archimonde. A questa battaglia seguì poi la fondazione di Durotar, la nazione degli orchi a Kalimdor, con capitale Orgrimmar. Durante la costruzione di Orgrimmar, gli orchi vennero attaccati dalle armate di Kul Tiras, guidate dall'ammiraglio Daelin Marefiero. La guerra, che terminò con l'uccisione di Daelin da parte di Rexxar, influì pesantemente sui rapporto fra gli orchi e gli umani di Theramore.

### In World of Warcraft

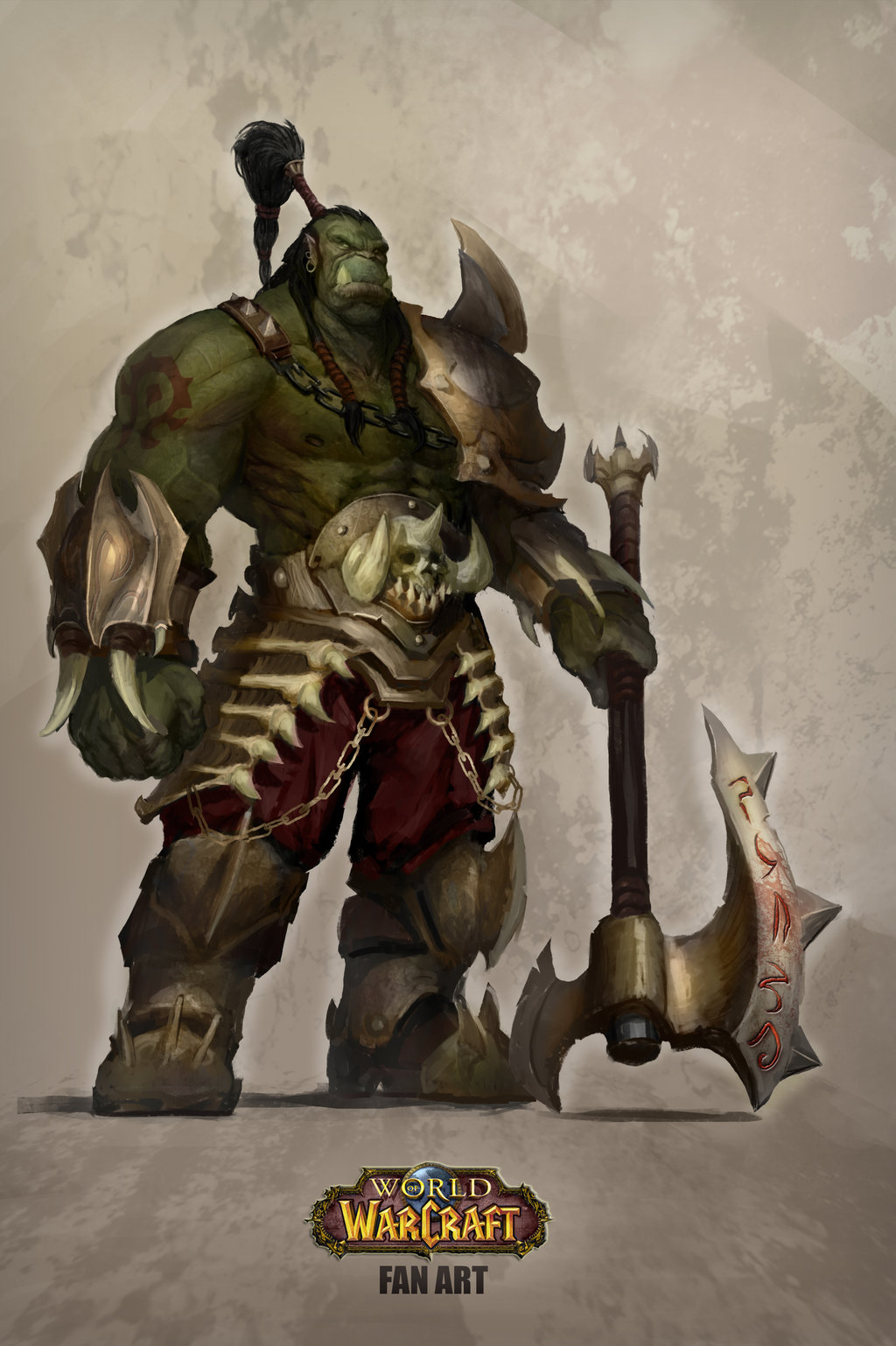
Orchi.

Quando Thrall seppe che il Portale Oscuro si era riaperto, riunì immediatamente i suoi consiglieri per pianificare una spedizione, ansiosi di trovare nuove intuizioni nella storia del suo popolo sull'altro lato. Dopo che le forze dell'Orda, a fianco di quelle dell'Alleanza, respinsero l'invasione della Legione Infuocata attraverso il Portale Oscuro, varcarono la porta dimensionale giungendo nelle Terre Esterne, i resti del pianeta natale degli Orchi, Draenor. Lì, la spedizione dell'Orda, guidata dal fidato consigliere di Thrall Nazgrel, fondò l'avamposto di Thrallmar. Nella Penisola del Fuoco Infernale, l'Orda entrò in contatto con la Vilorda - Orchi corrotti dal sangue del Signore delle Fosse Magtheridon, e servitori del sovrano delle Terre Esterne, Illidan Grantempesta, comandati da Kargath Manotagliente, capoclan dei Manomozza e uno dei più grandi eroi della storia degli orchi. Le forze dell'Orda presero d'assalto la fortezza della Vilorda, la Cittadella del Fuoco Infernale, e uccisero Kargath. La sua caduta nella corruzione e la morte fu un duro colpo per gli Orchi, ma comunque onorarono in sua memoria ciò che era una volta, così come la lezione appresa dalla sua caduta. Tuttavia, i Vilorchi non erano gli unici Orchi nelle Terre Esterneː l'Orda incontrò i Mag'har - un gruppo di Orchi dalla pelle marrone che erano completamente sfuggiti alla corruzione demoniaca che aveva colpito il resto della loro razza. Tra questi Orchi erano presenti Jorin Occhiotetro, figlio del leggendario Kilrogg Occhiotetro; Dranosh Faucisaure, figlio di Varok Faucisaure e il figlio di Grommash Malogrido, Garrosh Malogrido. L'Orda si alleò con i Mag'har e Thrall convinse Garrosh a venire su Azeroth come suo consulente.
In Wrath of the Lich King, Thrall apprese della venuta del Re dei Lich e mandò Garrosh insieme Varok, ora capoclan dei Cantaguerra, in una missione personale per dimostrare a sé stesso di essere come suo padre, in quanto Garrosh pensava che essere figlio del primo Orco corrotto dal sangue di Mannaroth era una vergogna, ma quando incontrò Thrall il capoguerra gli raccontò di come suo padre si era sacrificato per estirpare dalla sua gente la Maledizione del Sangue, diventando un eroe. Durante la guerra Dranosh Faucisaure guidò un gruppo di Orchi ad aiutare gli umani guidati da Bolvar Domadraghi al Cancello dell'Ira. Dranosh venne ucciso dal Re dei Lich stesso sotto gli occhi di tutti, mentre Bolvar e alcuni membri di entrambe le forze furono vittime della nuova piaga dei Reietti guidati dal Gran Speziale Putress. Durante l'assalto a Rocca della Corona di Ghiaccio, Varok rivide il figlio trasformato dal Re dei Lich nel Cavaliere della morte Faucisaure, il più forte tra i suoi Cavalieri della morte e non ebbe altra scelta che ucciderlo per dargli finalmente pace.
Tornati a Orgrimmar, Thrall, dato che era uno sciamano, si accorse di vari disturbi e squilibri negli elementi dovuti al Cataclisma, ma non poteva lasciare il suo posto come Capoguerra. Decise quindi di eleggere come suo sostituto Garrosh, certo che sarebbe diventato un vero condottiere dell'Orda. Ma il giovane Malogrido si dimostrò più impulsivo e aggrassivo rispetto al suo diplomatico predecessore, guadagnandosi il malcontento anche tra gli altri membri dell'Orda.
Dopo la caduta di Theramore a causa dell'ordine di Garrosh di distruggerla con una bomba al mana, la guerra tra Alleanza e Orda riprese, spostandosi anche nel nuovo continente di Pandaria, dove però decisero di unire di nuovo le forze per fermare gli Sha che infestavano Pandaria e il risorto Re del Tuono Lei Shen. Tuttavia, la sconsiderata sete di potere di Garrosh lo portò a fare qualcosa di impensabileː nella Vallata dell'Eterna Primavera scopri il cuore del Dio Antico Y'Shaarj e decise di utilizzarlo come arma, scatenando vari orrori nella valle. Lo sfrontato Capoguerra decise inoltre di formare la Vera Orda, un'Orda formata puramente dagli Orchi comprendenti i seguaci più fanatici e fedeli verso Garrosh, con la quale avrebbe conquistato tutta Azeroth. L'Alleanza e gli altri capi dell'Orda decisero di mettere fine alle ambizioni di Garrosh assediando la stessa Orgrimmar, dove sconfissero quasi del tutto i traditori e alla fine anche Garrosh, che venne portato a Pandaria per rispondere dei suoi crimini di guerra.
Garrosh, tuttavia, riuscì a fuggire grazie all'aiuto del drago bronzeo rinnegato Kairozdormu e del Principe Nero Irathion e andò indientro di trentacinque anni di una linea temporale alternativa su Draenor grazie all'artefatto Visione del Tempo. Qui Garrosh uccise Kairoz e usò la Visione del Tempo per convincere suo padre Grommash e gli altri capiclan degli Orchi a fermare l'operato della Legione Infuocata per mano di Gul'dan, per poi riunire tutti loro nell'Orda di Ferro con l'intento di distruggere Azeroth. Gul'dan e i suoi discepoli Cho'gall e Teron'gor vennero usati per collegare il nuovo Portale Oscuro con quello di Azeroth. L'invasione venne però respinta dagli avventurieri di Alleanza e Orda guidati dall'arcimago Khadgar, dal Vendicatore Maraad e da Thrall, che liberarono i tre stregoni e distrussero il portale. In questa guerra l'Alleanza trovò come alleati i Draenei che, dopo la morte di Velen nella Valle Torvaluna, erano guidati da Yrel, mentre l'Orda nei clan dei Lupi bianchi guidati da Durotan, padre di Thrall, e Teschio ridente, guidati dalla folle ma leale Kaz l'Urlatrice. Con la sconfitta dell'Orda di Ferro ormai imminente, Gul'dan ne approfittò per destituire Grommash e trasformare tutti gli Orchi con il sangue di Mannoroth, usando poi la Cittadella del Fuoco Infernale come centro nevralgico per prepararsi ad evocare l'eredar Archimonde. Tuttavia, l'Alleanza e l'Orda riuscirono ad espugnare la roccaforte, liberare Grommash, distruggere un risorto Mannoroth e sconfiggere Archimonde. Con la liberazione di Draenor dalla Legione, Yrel, Durotan e Grommash promisero di ricostruirlo insieme.

## Descrizione
Fra maschi e femmine degli orchi c'è un notevole dimorfismo sessuale: i maschi sono di aspetto più brutale, sono più muscolosi e tendono ad avere una posizione incurvata. Pesano in media fino a 115-130 kg e sono alti fino a 2,15 metri circa, anche se possono essere inferiori o addirittura superiori a tali dimensioni . Le femmine sono molto più leggere (pesano dai 23 ai 45 kg in meno) e appena più basse (variando di altezza da 1,80 a quasi 2,15metri). Tendenzialmente gli orchi hanno capelli e peli ispidi di colore nero o castano, con varie tonalità anche accese ma non chiare, che si ingrigiscono o sbiadiscono con l'età. In diversi casi sono tenuti lunghi e raccolti in code (come Grom) e/o trecce(come Go'el), o anche rasati in modo più o meno completo. Solitamente i maschi tendono a lasciarsi crescere la peluria sul mento e/o sulle guance(agli orchi non sembrano crescere peli sulla parte superiore della bocca) in barbe o basette. Queste possono essere ispide e incolte, tagliate grossolanamente, o anche curate e in alcuni casi la raccolgono in trecce. Il colore degli occhi può essere marrone, ambra, nocciola, rosso, giallo, celeste (segno di un grande avvenire). Negli orchi del caos e negli orchi corrotti dal sangue demoniaco, gli occhi brillano di un rosso sangue fiammeggiante. Le orecchie sono a punta e leggermente più lunghe di quelle umane. Altra caratteristica, evidente soprattutto nei maschi, sono le grandi e pesanti mascelle irte di denti aguzzi, in particolar modo i canini inferiori che sporgono in modo molto prominente dalla mandibola. Gli orchi indossano spesso una grande varietà di ornamenti, ad esempio anelli usati come piercing al naso, alle zanne e alla bocca, alle orecchie e alle sopracciglia, oppure ossa leggermente ricurve in svariate parti del corpo(ad esempio gli avambracci), inoltre, molti presentano numerosi tatuaggi in varie parti del corpo, anche estese, che celano un significato personale.

### Colore della pelle
Originariamente, tutti gli Orchi avevano la pelle marrone. Da dopo la creazione dell'Orda, a causa di diversi fattori, esistono diverse tonalità di pelle. La quasi totalità degli Orchi presente ad Azeroth ha la pelle verde. Di seguito un breve riassunto dei diversi colori di pelle degli Orchi e della loro derivazione:
- Alcuni Orchi che vivono nelle Terre Esterne, come ad esempio Garrosh Malogrido o la Granmadre Geyah, hanno la pelle ancora marrone: ciò è dovuto al fatto che, mentre la corruzione degli Orchi cominciava, si sparse anche un'epidemia di "varicella rossa" (red pox)[2]. Le persone colpite, fra cui molte donne e bambini, vennero mandati a Nagrand, che divenne un territorio di quarantena, e non subirono mai l'influsso, nemmeno quello passivo, delle forze demoniache, mantenendo perciò inalterato il colore della pelle. La maggioranza di questi Orchi fa parte dei Mag'har.
- Tutti gli Orchi che bevvero il sangue di Mannoroth acquisirono una colorazione della pelle verde (con diverse tonalità fra cui oliva, chartreuse, smeraldo o foresta). La magia utilizzata da questi Orchi contaminava anche i loro vicini che non avevano bevuto il sangue del demone: questo spiega perché orchi come Martelfato o i Lupi Bianchi abbiano la pelle verde, pur non essendo mai stati corrotti. In Warlords of Draenor gli Orchi che lo hanno bevuto diventano Vilorchi, cambiando la tonalità della pelle in colori come rosso o nero, gli occhi diventano verdi e presentano alcune parti del corpo, come gli arti, più mostruosi, dovuti dall'energia demoniaca
- Gli Orchi che, dopo la Seconda Guerra, si trovavano a Draenor e vennero contaminati dal sangue di Magtheridon divennero Vilorchi, acquisendo una colorazione rossa, oltre ad altre mutazioni demoniache di vario genere quali zanne molto più sporgenti e spine sporgenti dalla schiena. In alcuni casi, con l'aumentare dell'uso della magia demoniaca, la pelle di questi Orchi può cambiare ulteriormente di tonalità, tendendo verso il bordeaux o il viola.
- Alcuni Orchi presenti nei Regni Orientali, in particolare i membri dei clan Black Tooth Grin, Roccianera e Fauci di Drago, hanno una colorazione grigia.

### Cultura e società
Nella cultura e società degli orchi, quasi tutto è incentrato sull'onore e l'abilità, soprattutto in battaglia. Questo si guadagna in battaglia, con gesta eroiche e cicatrici, nella caccia, con trofei di avversari prestigiosi uccisi e, nella società, rispettando e rendendo onore alla famiglia, alle tradizioni, ai propri avi o morendo in battaglia, specie se in modo onorevole. Più un orco è forte e onorevole, più può ambire a varie cariche sempre più importanti, come sciamano, consigliere, signore della guerra e capo-clan fino a Capoguerra. Inoltre, fatta eccezione del troll Vol'jin e della non morta Sylvanas Ventolesto, tutti i capiguerra della Nuova Orda sono stati orchi. Un orco senza onore o inabile e debole, invece, viene emarginato e disprezzato dal resto del clan e se si tratta di un traditore gli viene imposta la più dura punizione per un orco, che non è la morte, ma bensì l'esilio. Gli orchi hanno una concezione piuttosto pragmatica e spesso spartana della vita, esclusi alcuni ambiti.
La lingua parlata dagli orchi è l'orchesco (orcish), lingua usata anche come "lingua comune" dalle altre razze dell'Orda. Normalmente, gli orchi non conoscono altre lingue oltre al comune (common) e all'orchesco, e anche in tali casi si tratta perlopiù delle lingue dei loro alleati, lo zandali e il taur-ahe. Alcune espressioni in orchesco sono diventate piuttosto note, come lok'tar ("vittoria"), usata come forma di saluto, il grido di guerra lok'tar ogar ("vittoria o morte") o l'espressione zug-zug (o zug zug), comparabile ad "ok".
Gli orchi non venerano alcuna divinità. La loro fede è di tipo sciamanistico, e rivolgono le preghiere agli spiriti dei loro antenati e agli spiriti elementali. I poteri degli sciamani vennero bloccati da Kil'jaeden e Gul'dan durante la formazione dell'Orda innalzando una barriera demoniaca attorno ad Oshu'gun, la dimora degli spiriti orchi a Nagrand. Ciò permise a Gul'dan di convertire gli sciamani alla stregoneria. La cultura sciamanica venne recuperata da Thrall con la formazione della Nuova Orda, e permise agli orchi di stringere forti legami con i tauren e i troll, da cui anche era praticata.
Avendo una grande considerazione per i loro eroi, gli orchi, molto spesso, cantano le loro gesta in alcune composizioni chiamate lok'vadnod (composte dopo la morte dell'eroe a cui è dedicata). Tra i personaggi che hanno un lok'vadnod dedicato vi sono Orgrim Martelfato, Grom Malogrido, Durotan, Broxigar Faucisaure e, unico caso di non orco, Taretha Foxton, l'amica d'infanzia di Thrall. Fra gli altri eroi del popolo orchesco si ricordano Thrall e Varok Faucisaure.

## Clan
La società orchesca è divisa in clan: in origine i contatti fra clan erano sporadici, perlopiù in occasione di importanti celebrazioni annuali. Vennero successivamente uniti con la nascita dell'Orda. Alcuni di essi sono entrati a far parte della Nuova Orda, mentre altri sono parte dell'Orda Oscura ed altri dell'Orda Demoniaca. I clan noti sono:
- Black Tooth Grin: questo clan venne fondato da Maim e Rend Manonera dopo la morte del padre, ma venne in gran parte sterminato durante la Seconda Guerra. I membri restanti divennero parte dell'Orda Oscura.
- Cantaguerra (Warsong): un clan di guerrieri, dediti al combattimento e feroci. Il loro capo, Grom Malogrido, era ritenuto il più sanguinario tra i capi dell'Orda; fu il primo clan a contaminarsi col sangue di Mannoroth, ma non parteciparono alla Prima Guerra. Vennero corrotti nuovamente da Mannoroth durante la Terza Guerra, causando la morte dell'Antico Cenarius. In seguito Grom si sacrificò uccidendo Mannoroth, per spezzare la contaminazione. Dopo la riapertura del Portale Oscuro, il clan venne guidato da Garrosh Malogrido, figlio di Grom.
- Fauci di Drago (Dragonmaw): il Fauci di Drago è uno dei clan più noti dell'Orda. Guidato da Zuluhed l'Esausto, il clan giurò fedeltà a Manonera e, alla sua morte, ai figli Rend e Maim. Tramite un artefatto chiamato Anima dei Demoni e con l'aiuto di Nekros Sfasciateste, i Fauci di Drago riuscirono a catturare Alexstrasza, regina dei draghi rossi, durante la Seconda Guerra, e a rinchiuderla a Grim Batol nelle Paludi Grigie. La situazione continuò così anche dopo la sconfitta dell'Orda, fino a che Alexstrasza non venne liberata da Rhonin ed altri e sterminò gran parte del clan. I membri restanti del clan continuarono a razziare le Paludi Grigie, ma vennero colpiti duramente da avventurieri assoldati dall'Alleanza[8]. Alla fine, la parte azerothiana del clan situata nelle Alture del Crepuscolo si unì alla Nuova Orda dopo il Cataclisma. La parte rimasta a Draenor entrò invece a far parte dell'Orda Demoniaca e schiavizzò molti draghi di alafatua su ordine di Illidan; Dopo che i loro piani vennero irrimediabilmente rovinato da avventurieri, il clan venne distrutto.
- Guerci Insanguinati (Bleeding Hollow): il clan dei Guerci Insanguinati era guidato da Kilrogg Occhiotetro durante la formazione dell'Orda. Assieme al Martello del Crepuscolo, partecipò al primo attacco contro Roccavento, che fallì. Durante la Seconda Guerra il clan rimase stazionato a Khaz Modan, recuperando risorse per l'Orda, e alla fine del conflitto evitarono la cattura e tornarono a Draenor. Alla distruzione del pianeta, Kilrogg e parte del clan fuggirono nuovamente su Azeroth, dove Kilrogg venne ucciso e il resto del clan internato e poi liberato e unito alla Nuova Orda. I Guerci Insanguinati rimasti a Draenor furono ulteriormente divisi, alcuni corrotti ed entrati a far parte dell'Orda Oscura, altri del tutto incorrotti unitisi ai Mag'har.
- Lame Ardenti (Burning Blade): il clan delle Lame Ardenti era originariamente formato da alcuni orchi poco organizzati, feroci e assetati di sangue e di morte, tanto che gli altri clan impiegavano gli ogre per tenerli sotto controllo. Da questo clan provenivano i temuti maestri d'armi. In seguito hanno ripreso l'adorazione dei demoni trasformandosi in un culto, e si sono espansi a Durotar, Savane e Desolanda, con alcuni membri infiltrati anche nella Nuova Orda. Altre organizzazioni, come la Lamarovente (Searing Blade) e l'Argus Wake, sono mere branche delle Lame Ardenti. Dopo la Terza Guerra alcuni cultisti, sotto ordine del demone Zmodlor, riuscirono quasi a spezzare la pace fra Orda e Alleanza.
- Lupi Bianchi (Frostwolf): un clan di orchi sciamani, molto rispettato dagli altri clan. Al tempo della formazione dell'Orda era governato da Durotan e da sua moglie Draka. Durotan, avvisato da Ner'zhul, proibì a tutti i membri del clan di bere il sangue di Mannoroth e si inimicò ben presto i membri del Concilio dell'Ombra. Ciò causò prima l'esilio del clan nelle Montagne d'Alterac, poi l'assassinio di Durotan e Draka. Dopo la loro morte, la guida del clan venne presa dallo sciamano Drek'Thar. Thrall, figlio di Durotan, governò il clan per un breve periodo fra la sua fuga da Forte Durnholde e la fondazione della Nuova Orda, dopodiché passò nuovamente in mano a Drek'Thar. Il clan rimase a Lordaeron anche dopo la fondazione di Orgrimmar, e tempo dopo cominciarono i conflitti con i nani del clan Piccatonante, stabilitisi nell'area in cerca di artefatti[9]. Più recentemente, Drek'Thar ha rifiutato di aiutare i Reietti nella loro campagna a Lordaeron[10].
- Mag'har: il clan Mag'har è nato dall'unione di tutti gli orchi non corrotti dei vari clan. La base principale è Garadar, a Nagrand, e sono comandati dalla Granmadre Geyah, da Garrosh Malogrido e Jorin Occhiotetro.
- Manomozza (Shattered Hand): il Manomozza, guidato da Kargath Manotagliente, fu uno dei clan di cui si servì Ner'zhul per cercare i manufatti di cui aveva bisogno. Dopo la trasformazione di Draenor nelle Terre Esterne, Manotagliente e i Manomozza lì rimasti entrarono a far parte dell'Orda Demoniaca; Kargath divenne l'orco più importante dell'Orda Demoniaca, fino alla sua morte per mano di avventurieri[11]. La parte rimasta ad Azeroth seguì Thrall nella Nuova Orda, trasformandosi in una gilda degli assassini e accettando anche membri di altre razze (come troll e nani Ferroscuro). Il loro nome deriva dal fatto che ogni membro del clan ha un utensile o un'arma al posto di una delle due mani, che è stata precedentemente tagliata. Questo rito ha origine in Kargath Manotagliente, che, per liberarsi dalla schiavitù degli ogre, si staccò una mano con un sasso e tutti gli orchi presenti seguirono il suo esempio. Non essendo più incatenati alla parete, si ribellarono, uccisero gli ogre e fondarono un clan sotto il comando di Manotagliente;
- Martello del Crepuscolo (Twilight's Hammer): in origine il clan possedeva un altro nome sconosciuto. Quando il capo del clan venne giustiziato per insubordinazione, Cho'gall ne prese il posto e trasformò il clan in una specie di organizzazione il cui scopo era portare la fine del mondo e gli diede anche il nuovo nome. Assieme ai Guerci Insanguinati, partecipò al primo, fallimentare raid contro Roccavento. Il Martello del Crepuscolo abbandonò l'Orda durante la Seconda Guerra, partendo alla ricerca della Tomba di Sargeras assieme a Gul'dan e il clan Razziatempesta. Dopo essere stato quasi sterminato dalle altre forze dell'Orda, il Martello del Crepuscolo si nascose per anni ad Azeroth, continuando le sue pratiche demoniache e cominciando ad accettare membri di tutte le razze. In seguito Cho'gall spostò gran parte del clan a Silitus e cominciò ad adorare gli Dei Antichi. Dopo la sconfitta di Cho'gall ad opera di Med'an e l'uccisione di Yogg-Saron, il Martello del Crepuscolo si è messo al servizio di Alamorte.
- Roccianera (Blakrock): uno dei clan più importanti, comandato da Manonera (succeduto a Telkar Martelfato) al periodo della nascita dell'Orda. Verso la fine della Prima Guerra, il controllo passò ad Orgrim Martelfato che uccise Manonera. Alla sconfitta di Orgrim alla fine della Seconda Guerra, il Roccianera si riunì sotto la guida di Maim e Rend, figli di Manonera[12]. Una parte del clan ubicata a Lordaeron e guidata da Jubei'thos riprese l'adorazione dei demoni[13], razziò diversi villaggi umani e venne poi pressoché sterminata dai paladini della Mano d'Argento prima[14], e dal Flagello poi[15]. I Roccianera stabilitisi ad Ordamar, nel Massiccio Roccianera, divennero parte dell'Orda Oscura[12]. Maim venne ucciso durante uno scontro coi nani Ferroscuro, e Rend divenne ben presto una pedina del drago Nefarian, che prese le redini dell'Orda Oscura[12].
- Spaccatuono (Thunderlord): lo Spaccatuono era un clan di cavalcalupi. Oppostosi al clan Torvaluna, lo Spaccatuono venne da questo quasi distrutto alla fine della Seconda Guerra. Dopo la distruzione di Draenor, gli Spaccatuono divennero parte dell'Orda Demoniaca[16] e abbandonarono il loro villaggio natio[17]; il clan venne probabilmente sfaldato o distrutto, dato che dei suoi membri non c'è traccia in The Burning Crusade.
- Razziatempesta (Stormreaver): clan di stregoni orchi fondato da Gul'dan. Gul'dan e il suo clan, assieme al clan Martello del Crepuscolo, tradirono l'Orda abbandonandola per cercare la Tomba di Sargeras, dentro la quale la quasi totalità dei Razziatempesta trovò la morte per mano dei demoni. I membri del clan, risorti come non morti sulle Isole Disperse, vennero messi a riposo da Maiev Cantombroso.
- Teschio Ridente (Laughing Skull): clan comandato dall'ogre Mogor, non partecipò alla Prima e alla Seconda Guerra. Mogor aveva il controllo di un gruppo di cavalieri della morte che servivano a Ner'zhul, così fece attaccare il clan Teschio Ridente e prese i cavalieri. Durante la spedizione dell'Alleanza a Draenor, i Teschio Ridente rubarono il libro degli incantesimi di Medivh a Ner'zhul e lo consegnarono all'Alleanza (con cui siglarono una tregua[18]) in cambio di aiuto nella sconfitta degli altri clan. Dopo la creazione delle Terre Esterne, i Teschio Ridente caddero sotto il controllo di Magtheridon prima e di Illidan poi, diventando parte dell'Orda Demoniaca, mentre Mogor divenne il capo degli ogre del clan Fortemaglio.
- Torvaluna (Shadowmoon): il clan Torvaluna era il clan di Ner'zhul e a cui apparteneva Gul'dan prima di fondare il Razziatempesta. Fu il clan principale che combatté contro l'Alleanza durante la spedizione a Draenor. Ner'zhul e i suoi fedelissimi cercarono di fuggire da Draenor durante la sua distruzione, ma vennero trasformati nel Re dei Lich e in lich da Kil'jaeden. Il resto del clan passò sotto il controllo di Teron Malacarne e divenne parte dell'Orda Demoniaca.
- Tritaossa (Bonechewer): il clan Tritaossa, guidato da Tagar Frangiguglia, deve il suo nome all'usanza di cannibalismo diffusa fra i suoi membri e all'utilizzo di ornamenti consistenti in ossa e altri organi. Il Tritaossa non raggiunse mai Azeroth, e durante la spedizione dell'Alleanza a Draenor venne decimato dal clan Torvaluna di Ner'zhul perché possedeva il Teschio di Gul'dan, che loro tenevano come un trofeo. I sopravvissuti entrarono a far parte dell'Orda Demoniaca, vivendo nella Cittadella del Fuoco Infernale e dintorni; dopo la caduta della Cittadella, molti Tritaossa fuggirono nella Foresta di Terokk[19], dove iniziarono a collaborare con gli elfi del sangue di Kael'thas Solealto[20]. La maggioranza dei Tritaossa venne uccisa da forze dell'Orda[21] e dell'Alleanza[22].